# Bradford Morrow
Pour les articles homonymes, voir Morrow.
Bradford Morrow, né le 8 avril 1951 à Baltimore, est un écrivain américain.

## Biographie
Né au Maryland, il est élevé dans la petite ville de Littleton au Colorado. En 1966, il fait partie d'un petit groupe d'élèves sélectionnés pour un voyage humanitaire au Honduras. Les années suivantes, il participe à un voyage scolaire parrainé par le American Field Service qui le conduit à Coni, en Italie. Il séjourne ultérieurement en France et en Angleterre.
Après l'obtention en 1972 de son baccalauréat universitaire en littérature anglaise de l'Université du Colorado à Boulder, avec une mention du Phi Beta Kappa, il poursuit ses études à l'Université Yale, puis s'installe à New York. Il s'intéresse alors à l'œuvre de l'artiste-peintre, écrivain et critique Wyndham Lewis.
À la fin des années 1980, il devient rédacteur en chef de la revue Conjunctions (en) et, depuis 1990, il est professeur de littérature au Bard College, après avoir enseigné brièvement aux universités Princeton, Brown et Columbia.
Outre des éditions critiques universitaires, il publie de la poésie à partir de 1981 et aborde le roman en 1998 avec Come Sunday. 
En 1997, il fait paraître Le Legs de Giovanni (Giovanni's Gift), un roman policier où un couple de retraités, propriétaires d'un ranch au cœur des Rocheuses, sont harcelés par des inconnus masqués qui tentent de les effrayer en pendant à un arbre un mannequin à l'effigie  d'un vieil ami récemment retrouvé mutilé non loin de là. De retour d'Europe pour leur venir en aide, leur neveu Grant découvre bientôt que ces visites nocturnes sont liées au passé trouble de ses oncle et tante. 
En 2014, Bradford Morrow publie un autre récit policier, Duel de faussaires (The Forgers), qui se déroule cette fois dans le milieu très fermé des collectionneurs de livres rares et de manuscrits d'écrivains célèbres.

## Œuvre

### Romans

#### TrilogieNew Mexico
- Trinity Fields (1995) - finaliste pour Los Angeles Times Book Award 1995
- Ariel’s Crossing (2002)

#### TrilogieWill
- The Forgers (2014) Publié en français sous le titre Duel de faussaires, Paris, Éditions du Seuil, coll. « Seuil policiers », 2017  (ISBN 978-2-0212-4299-7)
- The Forger’s Daughter (2020)
- The Forger’s Requiem (2025)

#### Autres romans
- Come Sunday (1988)
- The Almanac Branch (1991) - finaliste pour le prix PEN/Faulkner 1992
- Giovanni's Gift (1997) Publié en français sous le titre Le Legs de Giovanni, Paris, Calmann-Lévy, 1998  (ISBN 2-7021-2848-3)
- The Diviner's Tale (2011)

### Recueils de nouvelles
- Fall of the Birds (2011)
- The Uninnocent (2011)
- The Nature of My Inheritance (2014)

### Nouvelles
- A Different Kind of Arbor (1998)
- Amazing Grace (2002)
- Lush (2003) - O'Henry Prize
- The Hoarder (2006)
- Gardener of Heart (2006)
- The Enigma of Grover's Mill (2011)
- The Uninnocent (2013)

### Recueils de poésie
- Passing From the Provinces (1981)
- Posthumes (1982)
- Danae's Progress (1982)
- The Preferences (1983)
- After a Charme (1984)

### Ouvrages de littérature d'enfance et de jeunesse
- A Bestiary (1991)
- Didn’t Didn’t Do It (2007)

## Prix et distinctions
- PEN/Nora Magid Award for Magazine Editing (en) 2007
- Bourse Guggenheim 2007[1]